# Lúcio Domício Justo Emiliano Consêncio
Lúcio Domício Justo Emiliano Consêncio (em latim: Lucius Domitius Iustus Aemilianus Consentius) foi um oficial romano do século IV. Foi citado numa inscrição (IRT 561) encontrada em Léptis Magna, na Tripolitânia. Segundo essa inscrição, era nativo de Léptis, homem perfeitíssimo, equestre e curador das coisas públicas (curator rei publicae). Ele casou-se com uma descendente do mestre da cavalaria Jovino.